# Talos (fils de Perdix)
Pour les articles homonymes, voir Talos.
Dans la mythologie grecque, Talos ou Calos (en grec ancien Τάλως / Tálôs ou Κάλως / Kálôs), fils de Perdix, est le neveu de Dédale.

## Mythe
Pendant son enfance, Talos est confié à son oncle. Doué d'une forte intelligence et créativité, Talos devint rapidement un créateur plein de potentiel, créant la jalousie de son oncle : il créa la scie (en s'inspirant d'une mâchoire de serpent ou d'une échine de poisson, selon les versions), le compas et le tour de potier. Dédale, de peur d’être surpassé, le précipite du haut de l’Acropole. Chez Ovide, Athéna le change en perdrix avant qu'il ne touche le sol. Dédale est jugé sur l’Aréopage (il s’agit du troisième des quatre procès mythiques de l’Aréopage). Reconnu coupable, il s’enfuit ou est exilé en Crète, auprès de Minos.
Un tombeau de Calos était visible du temps de Pausanias.

## Nom
Chez les auteurs grecs, il est nommé Calos (Pausanias, Hellanicos, la Souda et Photios) ou Talos (Diodore, Apollodore et Tzétzès).
Chez les auteurs latins, il est nommé Perdix à la place de sa mère, dont le nom n’est pas donné,,,.

## Sources
- Pseudo-Apollodore, Bibliothèque [détail des éditions] [lire en ligne] (III, 15, 9).
- Diodore de Sicile, Bibliothèque historique [détail des éditions] [lire en ligne] (IV, 76, 4 à 7).
- Hygin, Fables [détail des éditions] [(la) lire en ligne] (39 ; 244 ; 274).
- Ovide, Métamorphoses [détail des éditions] [lire en ligne] (VIII, vers 236-259).
- Pausanias, Description de la Grèce [détail des éditions] [lire en ligne] (I, 21, 4 ; I, 26, 4 ; VII, 4, 5).
- Tzétzès Chiliades (I, vers 492 à 497).
- Scholie d'Euripide, Oreste, 1648 (fragment d’Hellanicos).
- « Les amours du Compas et de la Règle, et ceux du Soleil et de l'Ombre », sur www.textesrares.com (consulté le 8 novembre 2017) de Charles Perrault.